# Туракурган
Туракурган (узб. Toʻraqoʻrgʻon / Тўрақўрғон) — город (с 1979 года, до этого — посёлок городского типа), административный центр Туракурганского района Наманганской области Узбекистана.
Расположен в 5 км от одноимённой железнодорожной станции (на линии Коканд — Наманган). В 2001—2010 годах работала междугородняя троллейбусная линия Туракурган — Наманган 
1820 йилда Тўрақўрғон худудига Хакимхон тўра исмли шахс хоким бўлган.Шу ерда қўрғонда туриб тўралар билан бирга бошқарган,шундан кейин Тўраларни қўрғони деб юриб Тўрақўрғон бўлиб кетган.

## Население
| 1979 | 1989   | 2005   |
| ---- | ------ | ------ |
| 7634 | 18 415 | 25 600 |